# Nordanstig (đô thị)
Đô thị Nordanstig (Nordanstigs kommun) là một đô thị ở hạt Gävleborg, đông trung bộ Thụy Điển. 
Thủ phủ là Bergsjö.
Đô thị được lập năm 1974 khi Bergsjö, Gnarp, Hassela và Harmånger được hợp nhất.

## Các đơn vị dân cư trực thuộc
- Bergsjö (thủ phủ)
- Hassela
- Harmånger
- Gnarp
- Ilsbo
- Jättendal
- Stocka
- Strömsbruk